# Neige marine
 (août 2014).

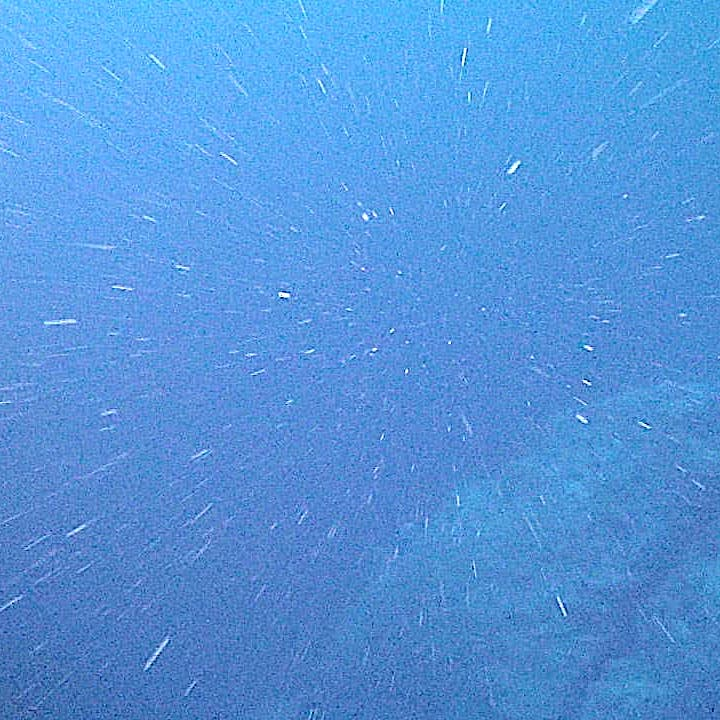
La neige marine est une douche de matière organique tombant des eaux supérieures à l'océan profond.

La neige marine est une pluie ininterrompue de détritus marins, principalement du phytodétritus, tombant des couches supérieures d’eau vers les fonds de l’océan. Issue de l’activité de la très productive zone photique, elle est constituée de particules abiotiques, vivantes ou issues de la nécromasse (boues calcaires et siliceuses issues de l’activité biologique de la surface, essentiellement du plancton).

## Description

### Composition
La neige marine est une pluie macroscopique d'agrégats, constituée de détritus d'origine organique ou non. Plus précisément, la composition inclut plantes et animaux morts ou mourants (plancton), protistes (diatomées), déchets fécaux, sable, suie et autres poussières inorganiques. Les « flocons de neige » sont des agrégations de plus petites particules liées par un mucus sucré, les particules exopolymériques transparentes. Ces agrégats grossissent avec le temps et peuvent atteindre plusieurs centimètres de diamètre, voyageant plusieurs semaines avant d’atteindre le fond de l’océan.
Cette neige est un apport en carbone pour les zones profondes.

### Descente et quantité
Cependant, la plupart des composants organiques de la neige marine sont consommés par les micro-organismes, le zooplancton et animaux à alimentation filtrante lors des 1 000 premiers mètres de leur descente. De ce fait, la neige marine peut être considérée comme le fondement des écosystèmes mésopélagique et benthique : comme la lumière du jour ne les atteint pas, les organismes vivant en grande profondeur utilisent la neige marine comme source d’énergie. Le petit pourcentage de neige non consommé dans les eaux peu profondes est incorporé dans la boue recouvrant le plancher océanique, où il se décompose.
La quantité de neige marine varie suivant les fluctuations saisonnières dans l’activité photosynthétique et les courants océaniques. Elle est la plus importante au printemps, les cycles de reproduction de certains animaux d’eau profonde étant synchronisés avec elle, afin d’en tirer pleinement avantage.

### Liens avec les milieux
La neige marine commence à présenter de l’intérêt aux yeux des microbiologistes, en raison des communautés microbiennes qui lui sont associées. De récentes recherches[Lesquelles ?] indiquent que les bactéries transportées peuvent échanger des gènes avec ce qui était auparavant vu comme des populations isolées de bactéries vivant sur le plancher océanique. Dans un espace si vaste, il peut encore subsister des espèces inconnues, tolérantes aux hautes pressions et aux températures extrêmes, qui peuvent éventuellement être utile en bio-ingénierie et pharmacie.
Le rôle de la neige marine dans le cycle du carbone permet de diminuer l’effet de serre de quelques degrés : le carbone atmosphérique sous forme de CO2 fixé par le phytoplancton est ainsi transporté vers le plancher océanique et reste, selon les hypothèses, hors du contact de l’atmosphère pendant des milliers d’années. Les élévations prévisibles de la température des océans risquent d’entraîner une stratification de la colonne d’eau, menant à une baisse de la séquestration du carbone en eau profonde.